# Jacqui Mitchell
Jacquelyn "Jacqui" Mitchell, (ur.  1936) – amerykańska brydżystka, World Grand Master (WBF).
Jacqui Mitchell zdobyła potrójną koronę brydżową w kategorii kobiet:
- w roku 1976 zwyciężyła (z drużyną USA) w Venice Cup;
- w roku 1980 zwyciężyła (z drużyną USA) na Olimpiadzie brydżowej;
- w roku 1986 zwyciężyła  (razem z Amalya Kearse) w otwartych mistrzostwach świata par kobiet w brydżu sportowym.

## Wyniki brydżowe

### Olimpiady
Na olimpiadach uzyskała następujące rezultaty:
| Olimpiady brydżowe. Zawody teamów | Olimpiady brydżowe. Zawody teamów | Olimpiady brydżowe. Zawody teamów | Olimpiady brydżowe. Zawody teamów | Olimpiady brydżowe. Zawody teamów | Olimpiady brydżowe. Zawody teamów |
| Rok                               | Miejsce                           | Zawody                            | Kategoria                         | Drużyna                           | Pozycja                           |
| --------------------------------- | --------------------------------- | --------------------------------- | --------------------------------- | --------------------------------- | --------------------------------- |
| 1992                              | Salsomaggiore                     | 9. Olimpiada Teamów               | Kobiety                           | USA                               | 9                                 |
| 1984                              | Seattle                           | 7. Olimpiada Teamów               | Kobiety                           | USA                               | 1                                 |
| 1980                              | Valkenburg                        | 6. Olimpiada Teamów               | Kobiety                           | USA                               | 1                                 |
| 1976                              | Monte Carlo                       | 5. Olimpiada Teamów               | Kobiety                           | USA                               | 3                                 |
| 1972                              | Miami Beach                       | 4. Olimpiada Brydżowa             | Kobiety                           | USA                               | 3                                 |

### Zawody światowe
W światowych zawodach zdobyła następujące lokaty:
| Mistrzostwa Świata. Konkurencja teamów | Mistrzostwa Świata. Konkurencja teamów | Mistrzostwa Świata. Konkurencja teamów | Mistrzostwa Świata. Konkurencja teamów | Mistrzostwa Świata. Konkurencja teamów | Mistrzostwa Świata. Konkurencja teamów |
| Rok                                    | Miejsce                                | Zawody                                 | Kategoria                              | Drużyna                                | Pozycja                                |
| -------------------------------------- | -------------------------------------- | -------------------------------------- | -------------------------------------- | -------------------------------------- | -------------------------------------- |
| 2010                                   | Filadelfia                             | 13. Seria Mistrzostw Świata            | Miksty                                 | Cayne                                  | 23                                     |
| 1995                                   | Pekin                                  | 32. Mistrzostwa Świata Teamów          | Kobiety                                | USA 2                                  | 5                                      |
| 1994                                   | Albuquerque                            | 9. Mistrzostwa Świata                  | Kobiety                                | Alder                                  | 3                                      |
| 1985                                   | São Paulo                              | 27. Mistrzostwa Świata Teamów          | Kobiety                                | USA                                    | 2                                      |
| 1978                                   | Nowy Orlean                            | 5. Mistrzostwa Świata                  | Kobiety                                | USA                                    | 1                                      |
| 1976                                   | Monte Carlo                            | 22. Mistrzostwa Świata Teamów          | Kobiety                                | USA                                    | 1                                      |
| 1974                                   | Las Palmas                             | 3. Mistrzostwa Świata                  | Miksty                                 | Stayman                                | 2                                      |

| Mistrzostwa Świata. Konkurencja par | Mistrzostwa Świata. Konkurencja par | Mistrzostwa Świata. Konkurencja par | Mistrzostwa Świata. Konkurencja par | Mistrzostwa Świata. Konkurencja par | Mistrzostwa Świata. Konkurencja par |
| Rok                                 | Miejsce                             | Zawody                              | Kategoria                           | Partner                             | Pozycja                             |
| ----------------------------------- | ----------------------------------- | ----------------------------------- | ----------------------------------- | ----------------------------------- | ----------------------------------- |
| 1998                                | Lille                               | 10. Mistrzostwa Świata              | Kobiety                             | Amalya Kearse                       | 29                                  |
| 1994                                | Albuquerque                         | 9. Mistrzostwa Świata               | Kobiety                             | Amalya Kearse                       | 29                                  |
| 1986                                | Miami Beach                         | 7. Mistrzostwa Świata               | Kobiety                             | Amalya Kearse                       | 1                                   |
| 1982                                | Biarritz                            | 6. Mistrzostwa Świata               | Miksty                              | Victor Mitchell                     | 14                                  |
| 1982                                | Biarritz                            | 6. Mistrzostwa Świata               | Kobiety                             | Gail Moss                           | 20                                  |
| 1978                                | Nowy Orlean                         | 5. Mistrzostwa Świata               | Kobiety                             | Gail Moss                           | 8                                   |
| 1974                                | Las Palmas                          | 3. Mistrzostwa Świata               | Miksty                              | Jimmy Cayne                         | 2                                   |

## Klasyfikacja
- Jacqui Mitchell – klasyfikacja WBF (ang.)